# Amalie von Lasaulx
Amalie von Lasaulx (née le 19 octobre 1815 à Coblence, morte le 28 janvier 1872 à Vallendar) est une religieuse chrétienne allemande.

## Biographie
Elle est la fille de l'architecte Johann Claudius von Lassaulx.
En 1840, elle entre chez les sœurs de la Miséricorde de Charles Borromée sous le nom de sœur Augustine et devient aumônière à l'hôpital Saint-Jean de Bonn (de). Lors des guerres des Duchés en 1864 et austro-prussienne en 1866, elle soigne les blessés dans les hôpitaux de terrain à Schleswig et en Bohème.
En 1870, lorsque le premier concile œcuménique du Vatican proclame l'infaillibilité pontificale, elle le considère comme allant à l'encontre de sa spiritualité catholique. Elle échange des conversations intellectuelles avec les autres opposants que sont les professeurs de la faculté de théologie de l'université de Bonn Bernhard Josef Hilgers, Franz Heinrich Reusch et Joseph Langen. En novembre 1871, elle démissionne de l'hôpital de Bonn et, alors qu'elle est malade, fonde une maison religieuse à Vallendar.
Comme elle refuse de reconnaître le nouveau dogme, les sacrements lui sont refusés. Seul le père A. Hochstein, qui accepte la foi vieille-catholique, lui donne l'extrême-onction. L'église catholique papale ne lui rend pas hommage. Son corps est amené au cimetière de Weißenthurm, où sont enterrés ses parents. Hâtivement des médecins et des salariés de l'hôpital de Bonn ainsi que les membres vieux-catholiques comme les membres de la faculté de Bonn font une cérémonie.